# Spaanse-aakvouwmot
De spaanse-aakvouwmot (Phyllonorycter acerifoliella) is een vlinder uit de familie mineermotten (Gracillariidae). De wetenschappelijke naam is voor het eerst geldig gepubliceerd in 1839 door Zeller.
De soort komt voor in Europa.